# Fawsley
Fawsley is een civil parish in het bestuurlijke gebied Daventry, in het Engelse graafschap Northamptonshire.

## Geboren
- John Wilkins (1614-1672), cryptograaf, parlementariër en bisschop